# Braulio Musso
Braulio Musso (8. března 1930, Limache – 18. června 2025) byl chilský fotbalista, útočník.

## Klubová kariéra
V chilské lize hrál za Club Universidad de Chile. Nastoupil ve 368 ligových utkáních, dal 82 gólů a s týmem získal pět mistrovských titulů. V Poháru osvoboditelů nastoupil v 15 utkáních a dal 1 gól.

## Reprezentační kariéra
Za reprezentaci Chile nastoupil v letech 1954–19692 ve 14 reprezentačních utkáních a dal 3 góly. Byl členem reprezentace Chile na Mistrovství světa ve fotbale 1962, ale v utkání nenastoupil.

## Ligová bilance
| Ročník                          | Zápasy | Góly | Klub                      |
| ------------------------------- | ------ | ---- | ------------------------- |
| Primera División (Chile) 1951   | 16     | 5    | Club Universidad de Chile |
| Primera División (Chile) 1952   | 25     | 6    | Club Universidad de Chile |
| Primera División (Chile) 1953   | 22     | 10   | Club Universidad de Chile |
| Primera División (Chile) 1954   | 30     | 11   | Club Universidad de Chile |
| Primera División (Chile) 1955   | 26     | 16   | Club Universidad de Chile |
| Primera División (Chile) 1956   | 25     | 1    | Club Universidad de Chile |
| Primera División (Chile) 1957   | 26     | 8    | Club Universidad de Chile |
| Primera División (Chile) 1958   | 23     | 7    | Club Universidad de Chile |
| Primera División (Chile) 1959   | 27     | 3    | Club Universidad de Chile |
| Primera División (Chile) 1960   | 25     | 1    | Club Universidad de Chile |
| Primera División (Chile) 1961   | 19     | 3    | Club Universidad de Chile |
| Primera División (Chile) 1962   | 30     | 9    | Club Universidad de Chile |
| Primera División (Chile) 1963   | 25     | 1    | Club Universidad de Chile |
| Primera División (Chile) 1964   | 19     | 1    | Club Universidad de Chile |
| Primera División (Chile) 1965   | 15     | 0    | Club Universidad de Chile |
| Primera División (Chile) 1966   | 12     | 0    | Club Universidad de Chile |
| Primera División (Chile) 1967   | 3      | 0    | Club Universidad de Chile |
| CELKEM Primera División (Chile) | 368    | 82   |                           |